# Rangtong-Shentong
Rangtong e shentong são duas visões distintas sobre a vacuidade (sunyata) e a doutrina das duas verdades no budismo tibetano.
Rangtong (em tibetano: Wylie: rang stong; "vazio de natureza própria") é um termo filosófico no budismo tibetano que é usado para distinguir a maioria dos ensinamentos Madhyamaka sobre o significado de śūnyatā ou "vacuidade", ou seja, que todos os fenômenos são vazios de uma essência duradoura e/ou imutável ou "self", e que esse vazio não é uma realidade absoluta, mas uma mera caracterização nominal dos fenômenos. Está relacionado à abordagem prasangika, que argumenta que nenhuma forma silogística de raciocínio deve ser usada para debater a noção de existência inerente, mas apenas argumentos que mostram as implicações lógicas e o absurdo de posições baseadas na existência inerente. Esta posição é a principal interpretação Gelugpa do Madhyamaka, uma das principais escolas Maaiana, que domina o budismo Vajrayana.
Shentong (em tibetano: གཞན་སྟོང་; Wylie: gzhan stong; no dialeto de Lassa: AFI: /ɕɛ̃̀tṍŋ/, também transliterado zhäntong ou zhentong; literalmente "vazio de outro") é uma posição dentro do Madhyamaka tibetano. Ela aplica śūnyatā de uma maneira específica, concordando que a realidade relativa é vazia de natureza própria, mas afirmando que a realidade absoluta (Paramarthasatya) é "Budajnana não dual" e "vazia" apenas de "outro", fenômeno relativo, mas em si mesma não é vazia e é "verdadeiramente existente". Esta realidade absoluta é descrita por termos positivos, uma abordagem que ajuda a "superar certos conceitos sutis residuais" e "o hábito [...] de negar qualquer experiência que surja em sua mente". Ela destrói conceitos falsos, como faz prasangika, mas também alerta o praticante "para a presença de uma Realidade dinâmica e positiva que deve ser experienciada quando a mente conceitual for derrotada".
Shentong foi sistematizado e articulado sob esse nome por Dolpopa Sherab Gyaltsen (1292–1361), que identificou a realidade absoluta com a natureza de Buda. Shentong foi suprimida pela escola dominante Gelug por várias centenas de anos, igualmente por razões políticas e doutrinárias. Em 1658, as autoridades Gelug baniram a escola Jonang por razões políticas, convertendo à força seus monges e mosteiros na escola Gelug, além de proibir a filosofia e os livros de shentong, tornando assim a posição do rangtong a maioria esmagadora do budismo tibetano.
Após essa supressão, várias visões de shentong foram propagadas principalmente pelos lamas de Karma Kagyu e Nyingma. O século XIX viu um renascimento das visões de Shentong, e continuou com o movimento Rimé. Atualmente, Shentong está presente principalmente como a principal teoria filosófica da escola Jonang, embora também seja ensinada pelas escolas Sakya e Kagyu, onde é identificada com a consciência sem centro.

## Etimologia
O termo rangtong não é um nome autônomo, mas surgiu do teórico shentong Dolpopa Sherab Gyaltsen, que cunhou o termo "shentong" para caracterizar seus próprios ensinamentos e "rangtong" para se referir aos ensinamentos aos quais se opunha.
Shentong significa literalmente "vazio de outro", "vazio" (em tibetano: Wylie: stong) de "outro" (em tibetano: Wylie: gzhan), ou seja, vazio de todas as qualidades, exceto sua própria existência inerente. No entanto, o termo shentong também se refere aos ensinamentos do Iogacara,  ou Madhyamaka Yogacara, que inclui os ensinamentos de Śāntarakṣita. No entendimento Gelugpa da distinção Svatantrika-Prasaṅgika, o Madhyamaka Yogacara é rotulado como svatantrika, e contraria uma abordagem prasa prgika estrita que rejeita qualquer existência inerente.
Outra tradução de shentong é "vazio extrínseco" termo que também é usado para se referir a "Grande Madhyamaka" (dbu ma chen po), termo que também foi usado por Klong chen pa e Mipham para se referir a Prasaṅgika. Madhyamaka e Tsongkhapa também usaram esse termo.

## Rangtong
Rangtong é o ensino tibetano majoritário sobre a natureza de śūnyatā ou "vazio", ou seja, que todos os fenômenos são vazios de natureza própria, tanto no sentido relativo quanto no absoluto, sem postular nada além disso. Esta posição é a interpretação dominante tibetana de Madhyamaka, especialmente pelos seguidores do Madhyamaka Prasaṅgika.
Tsongkhapa (1357-1419), que também escreveu em resposta ao shentong, é o mais declarado defensor do rangtong. Ele via o vazio como uma consequência da designação dependente, o ensinamento de que nenhuma coisa ou fenômeno tem uma existência própria, mas sempre passa a existir em dependência da designação conceitual por uma mente consciente. (Veja Designação e "Verdade Convencional".)

A visão de Tsongkhapa sobre a "realidade suprema" é condensada no texto de classificação Em Louvor ao Surgimento Originação Dependente c. q. Em Louvor à Relatividade c. q. A Essência da Eloquência. Ele afirma que "coisas" existem convencionalmente, mas no final tudo é originado dependentemente, e, portanto, vazio de existência inerente:  
O que quer que dependa de causas e condições
Está vazio da realidade intrínseca
Que instrução excelente poderia haver

Mais maravilhosa que esta descoberta?
Isto significa que convencionalmente as coisas existem, e que não há nenhum uso em negar isso. Mas também significa que, em última análise, essas coisas não têm "existência própria" e que conhecê-las como tal resulta de operações cognitivas, não de alguma essência imutável. Tsongkhapa: 
Como os objetos não existem por natureza própria, eles são estabelecidos como existindo por força da convenção.
Também significa que não existe "solo transcendental" e que "realidade ´última" não tem existência própria, mas é a negação de tal realidade transcendental e a impossibilidade de qualquer afirmação sobre uma tal realidade transcendental última existente: ela não passa de uma fabricação da mente. Susan Kahn explica ainda: 
A verdade última não aponta para uma realidade transcendente, mas para a transcendência do engano. É fundamental enfatizar que a verdade última da vacuidade é uma verdade negacional. Ao procurar fenômenos inerentemente existentes, é revelado que ela não pode ser encontrada. Essa ausência não é encontrada porque não é uma entidade, assim como uma sala sem um elefante nela não contém uma substância sem elefante. Mesmo convencionalmente, a ausência de elefantes não existe. A verdade última ou a vacuidade não aponta para uma essência ou natureza, por mais sutil que seja, da qual tudo é feito.

## Shentong

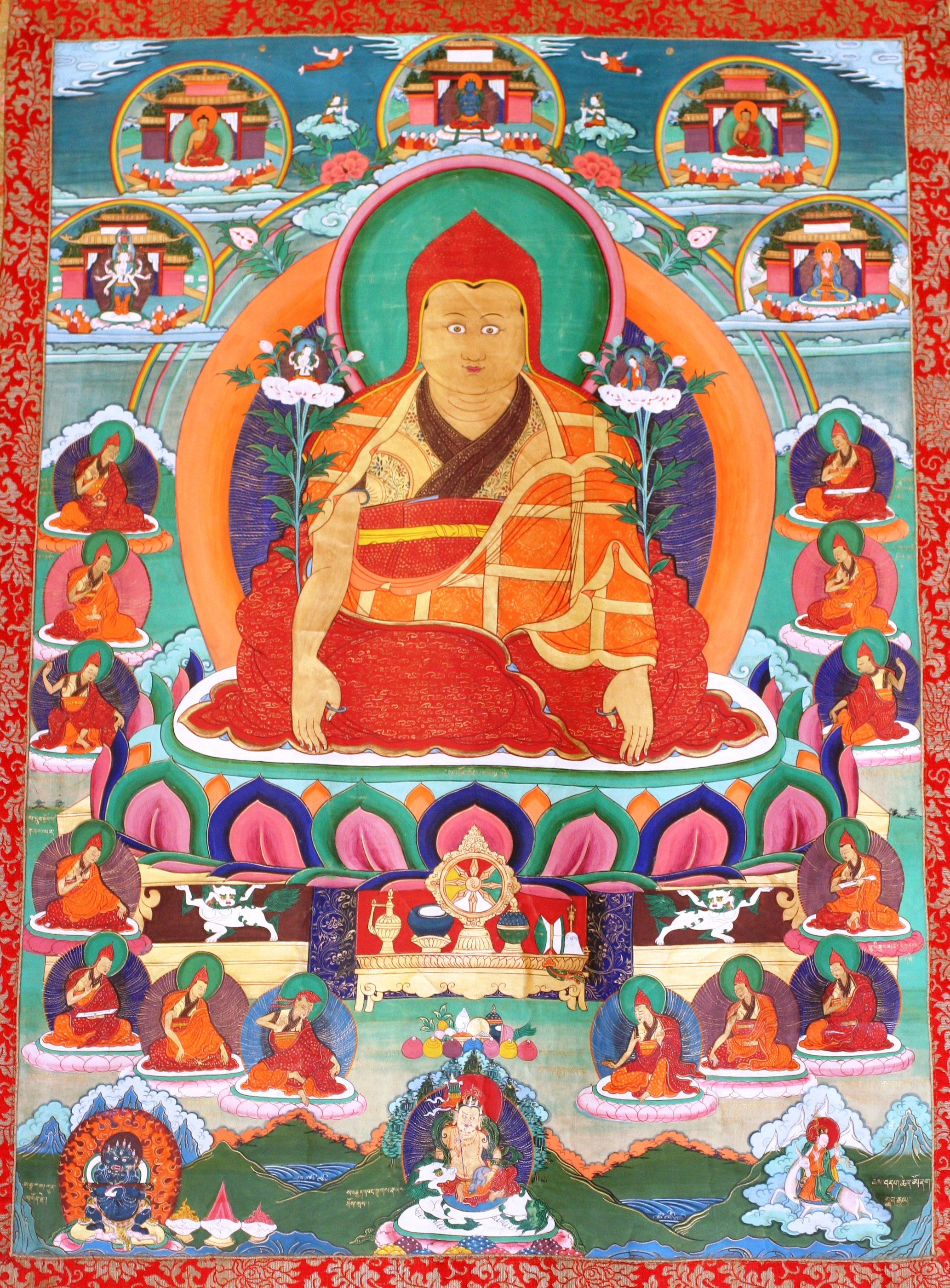
Dolpopa Sherab Gyaltsen, um dos primeiros expoentes tibetanos da visão de shentong

### Filosofia
Shentong vê a doutrina das duas verdades como uma distinção entre realidade relativa e absoluta, concordando que a realidade relativa é vazia de natureza própria, mas afirmando que a realidade absoluta é "vazia" (em tibetano: Wylie: stong) apenas de "outros" (em tibetano: Wylie: gzhan   ) fenômenos relativos, mas ele própria não é vazia. Essa realidade absoluta é o "solo ou substrato" que é "incriado e indestrutível, não composto e além da cadeia de originação dependente". Dolpopa identificou essa realidade absoluta com a natureza de Buda. Ele afirmou:
“Portanto, a Realidade Última de todos os sūtras e tantras profundos que cuidadosamente apresentam Tathatā e daí por diante é o Vazio de Outro, nunca o vazio de natureza própria. É absoluto, nunca relativo. É Natureza Verdadeira (Dharmatā), nunca um fenômeno (dharma). ... É Self (Ātman) sublime, nunca é nada. ... É primordial, nunca incidental. É Buddha, nunca um ser senciente. ... É o perfeito, nunca perverso. É o solo da vacuidade, nunca o vazio apenas."
A visão shentong está relacionada ao sutra Ratnagotravibhāga e à síntese Yogacara-Madhyamaka de Śāntarakṣita. A verdade de sunyata é reconhecida, mas não considerada a verdade mais elevada, que é a natureza vazia da mente. A compreensão de sunyata é preparatória para o reconhecimento da natureza da mente.
Hookham explica a posição de Shentong, referindo-se aos Estágios Progressivos de Meditação sobre a Vacuidade seu professor de Kagyu, Khenpo Tsultrim. Khenpo Tsultrim apresenta cinco estágios de meditação, relacionados a cinco escolas ou abordagens diferentes:
- "Meditação Sravaka sobre o não-eu" - meditação sobre o vazio dos skandhas e a não existência de um eu pessoal;
- "Abordagem Cittamatra" - meditação sobre o fluxo da mente, o processo contínuo de percepção e a não dualidade de percebido e percebedor;
- "Abordagem Svatantrika-Madhyamaka" - meditação em todos os dhammas vazios da natureza própria e negação de qualquer "substância";
- "Abordagem Prasangika-Madhyamaka" - meditação sobre "a natureza não conceitual (nisprapanca) da aparência dos fenômenos e de sua vacuidade de self". Nesta abordagem, todos os conceitos devem ser abandonados;
- Shentong (Yogacara Madhyamaka) - meditação sobre Paramarthasatya ("Realidade Absoluta"),[2][nota 1] Buddhajnana,[22][nota 2] que está além dos conceitos e descrita por termos como "verdadeiramente existente".[6] Essa abordagem ajuda a "superar certos conceitos sutis residuais"[6] e "o hábito - promovido nos estágios iniciais do caminho - de negar qualquer experiência que surja em sua mente".[7] Destrói conceitos falsos, assim como o faz prasangika, mas também alerta o praticante "para a presença de uma realidade dinâmica e positiva que deve ser experimentada quando a mente conceitual for derrotada".[7]

### Origens e desenvolvimento
A noção de shentong surgiu das tentativas tibetanas de reconciliar a contradição entre a postura Madhyama sobre o vazio dos fenômenos e a noção posterior de uma eterna natureza de Buda.
Geralmente, afirma-se que as primeiras visões de shentong foram apresentadas em um grupo de tratados atribuídos de maneira diversa a Asanga e Maitreyanātha, especialmente no tratado conhecido como Continuum Insuperável (Uttaratantraśāstra, também chamado de Ratnagotravibhāga), e em um corpo de tratados de Mādhyamaka atribuídos a Nāgārjuna (por exemplo, o Dharmadhātustava, "Em louvor ao Dharmadhatu").
A primeira exposição de uma visão shentong às vezes é atribuída a Śāntarakṣita (725–788), mas a maioria dos estudiosos argumenta que sua apresentação do pensamento de Madhyamaka é mais precisamente rotulada como Yogācāra-Svātantrika-Madhyamaka. O mestre tibetano do século XI Yumo Mikyo Dorje, um estudante do estudioso da Caxemira Somanatha, foi possivelmente o primeiro mestre tibetano a articular uma visão de shentong, depois de suas experiências durante um retiro de Kālacakra
Shentong foi sistematizado e articulado sob esse nome por Dolpopa Sherab Gyaltsen (1292–1361), que originalmente era um lama treinado por Sakya e ingressou na escola Jonang à qual o shentong está fortemente associado. Em 1321, Dolpopa visitou o Mosteiro de Tsurphu pela primeira vez e teve extensas discussões com Rangjung Dorje (1284–1339) sobre questões doutrinárias. Parece que Rangjung Dorje quase certamente influenciou o desenvolvimento de algumas das teorias de Dolpopa, possivelmente incluindo seu método shentong. Dolpopa alegou ter intuições extraordinárias, e sua experiência meditativa parece ter desempenhado um grande papel no desenvolvimento de sua posição de shentong. Dolpopa desenvolveu um novo vocabulário filosófico, baseado em sânscrito e tibetano, para expressar suas ideias, apresentando declarações provisórias sobre a realidade absoluta e a natureza búdica como declarações de significado definitivo, que não exigiam mais interpretações.
Chödrak Gyatso, 7º Lama Karmapa (1454–1506), e o estudioso Sakya Sakya Chokden (em tibetano: Wylie: gSer mdog Pan chen Sa kya mChog ldan, 1428–1507) também foram importantes defensores de uma visão de shentong. Na tradição Jonang, Tāranātha [1575-1635] é segundo em importância apenas em relação ao próprio Dolpopa Sherab Gyaltsen. Ele foi responsável pelo renascimento de curta duração da escola como um todo no final dos séculos XVI e XVII, e pela revitalização generalizada da teoria do shentong em particular. Tāranātha escreveu um comentário sobre o Sutra do Coração que afirma que o Sutra, e prajñāpāramitā, ensinam a visão Shentong.
Após a supressão da escola Jonang e seus textos e os textos de Sakya Chokden pelo governo tibetano no século XVII, várias visões de shentong foram propagadas principalmente pelos lamas de Karma Kagyu e Nyingma. Em particular, o oitavo Tai Situpa (1700–1774) e Katok Tsewang Norbu (1698–1755) - lamas de Karma Kagyu e Nyingma, respectivamente, e colegas próximos - foram muito importantes para reviver o shentong entre suas seitas.
Também instrumental foi Situ Panchen (1700–1774), capelão sênior da corte no Reino de Derge, aluno de Katok Tsewang Norbu. "No final, seria Situ mais do que qualquer um que criaria o ambiente para a ampla aceitação das teorias Shentong no próximo século." Esse reavivamento foi continuado por Jamgon Kongtrul, um estudioso ecumênico (rimé) do século XIX e um expoente vigoroso do shentong. As visões de Shentong também foram apresentadas recentemente pelos eminentes Kagyu Lamas Kalu Rinpoche e Khenpo Tsultrim Gyamtso Rinpoche.

### Críticas e repressão
As opiniões de Shentong são frequentemente criticadas pelos seguidores de todas as quatro principais escolas budistas tibetanas, mas principalmente pelos Gelug. Shentong foi reprimido pela escola dominante Gelug por várias centenas de anos, igualmente por razões políticas e doutrinárias. Em 1658, as autoridades Gelug baniram a escola Jonang por razões políticas, convertendo à força seus monges e mosteiros na escola Gelug, além de proibir a filosofia e os livros de shentong, tornando assim a posição do rangtong a maioria esmagadora do budismo tibetano.
"Rangtongpas exclusivos", como o estudioso contemporâneo ocidental de Kagyu, S. K. Hookham, chamaria a eles, afirmaram que as visões de shentong são inconsistentes com o ensino Maaiana básico do vazio, porque os Shentongpas postulam um absoluto com existência própria, o que consideram o extremo do eternalismo. Às vezes, rotulam o Madhyamaka shentong como "Madhyamaka eternalístico".
O grande mestre Sakya do século XIV, Buton Rinchen Drub (1290–1364), criticou muito as visões de Shentong. Gyaltsab Je e Khedrup Gelek Pelzang, 1º Lama Panchen dois dos principais discípulos do fundador do Gelug, Je Tsongkhapa, também foram particularmente críticos com as visões shentong de seu tempo.
Entre os Kagyupas e os Nyingmapas, o notável lama do Nyingma do século XIX, Jamgon Ju Mipham Gyatso, escreveu obras de apoio e crítica às posições de shentong, assim como Mikyö Dorje, 8º Lama Karmapa.

## Estudos acadêmicos
Segundo Burchardi, atenção limitada foi dada nos estudos acadêmicos às várias interpretações de gzhan stong.
O estudioso contemporâneo ocidental do Kagyu Karl Brunnhölzl argumenta que não existe "Madhyamaka shentong", mas sim que a filosofia ortodoxa Yogācāra (quando entendida corretamente) é totalmente compatível com Madhyamaka e, portanto, shentong não é uma posição nova. Ele argumenta que o Yogācāra tem sido frequentemente descaracterizado e marginalizado injustamente nos currículos budistas tibetanos.